# Monument à la gloire du service de santé militaire de Grange Blanche
Le monument à la gloire du service de santé militaire de Grange Blanche est un monument de 1938 situé dans le 8e arrondissement de Lyon qui commémore l'action des soldats médecins issus de l'École de santé des armées lors des conflits du XXe siècle et particulièrement de la Première Guerre mondiale.

## Description
Le monument est érigé près de la place d'Arsonval à l'angle du boulevard Jean XXIII et de l’avenue des Frères Lumière. Le quartier est entouré de plusieurs édifices publics à vocation médicale, notamment l'hôpital Édouard-Herriot, la faculté de Médecine et de Pharmacie et l'école des Infirmières.
Ensemble pyramidale, il est constitué d'une sculpture principale rehaussée trois fois : trois marches d'escalier, un bloc sculpté en bas-relief et un dernier bloc portant la mention « À LA GLOIRE DU SERVICE DE SANTÉ ».
La sculpture est d'une figure féminine habillée à la mode antique, armée d'une épée colossale qui est une allégorie de la Victoire.
Sur le panneau principal, le bas reliefs représentes les infirmières et infirmiers, des médecins, un brancard, des malades et autres soldats infirmes. Il y a un chien de montagne sauveteur reconnaissable à la besace marquée d'une croix rouge. Au centre, il est représenté une grande croix avec le caducée.

## Histoire
Le monument est le fruit d'un concours organisé par le « Comité du Monument National élevé à la Mémoire des Membres du Service de Santé Morts pour la France » sous la présidence du professeur Nicolas (Officier de la légion d’honneur, Médecin-Colonel Honoraire de réserve), avec le plein soutien du maire de Lyon, Édouard Herriot. La souscription pour financer le monument est d’envergure nationale et chaque région va mettre en place un système de « propagande » et de récupération de dons pour financer le monument. 21 projets sont présentés et six sont retenus pour un second tour. Le 15 juin, le projet conjoint de l'architecte Paul Bellemain et du sculpteur Louis Bertola (celui là même qui avait sculpté deux des quatre bas-reliefs du monument de l'Île aux Cygnes) est primé.

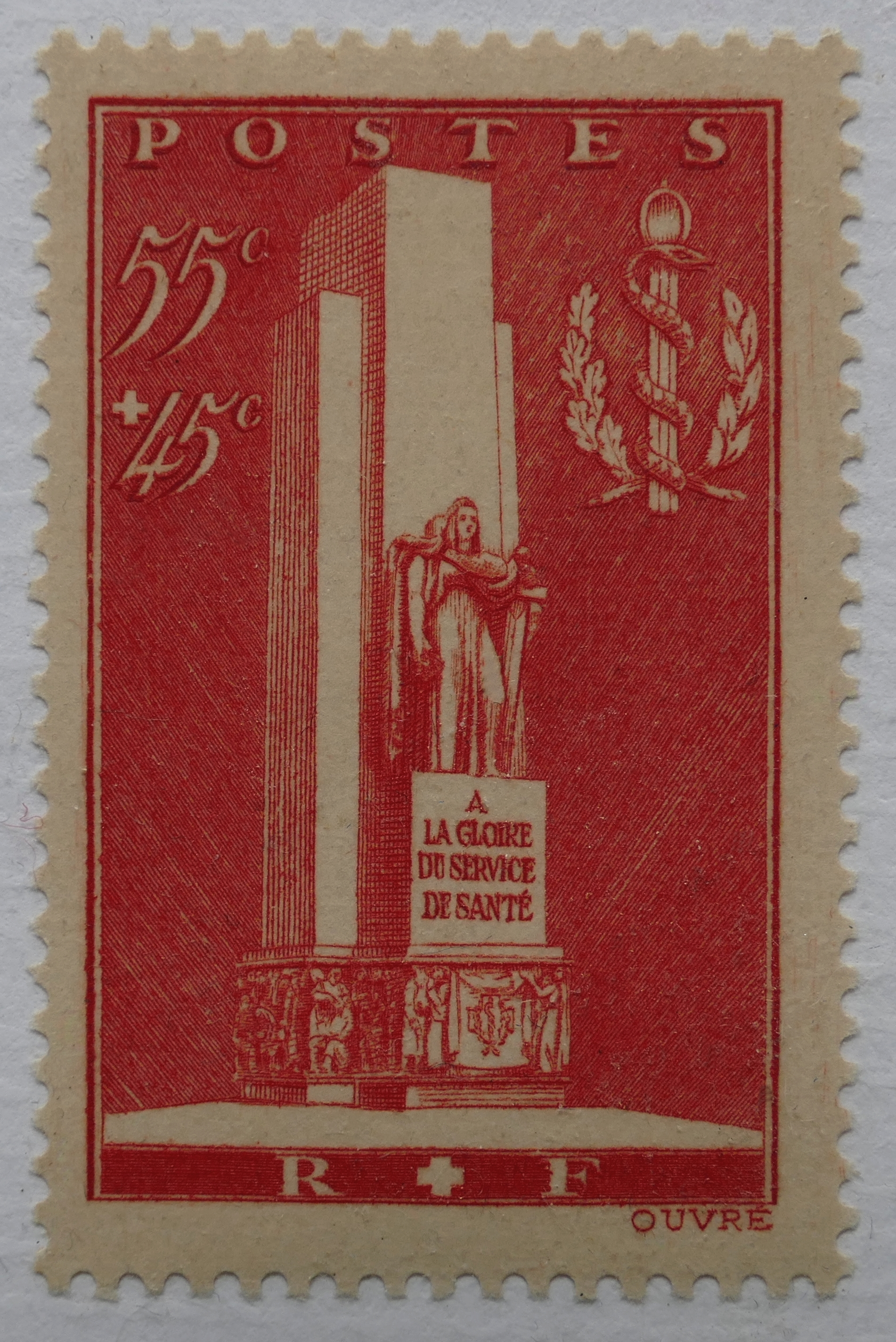
Timbre gravé par Achille Ouvré émis en 1938.

Le monument est construit rapidement par l'Avenir, une coopérative ouvrière, avec des méthodes modernistes pour l'époque, et la sculpture est exécutée en taille directe.
En 1938, un timbre commémoratif lui est consacré.
Il sera déplacé du centre de la place de 15 mètres le 15 novembre 1984 dans le cadre du projet de réaménagement de Grange Blanche passant ainsi du 3e arrondissement au 8e.
Le monument aux morts et son socle sont inscrits au titre des monuments historiques par arrêté du 13 mars 2019,. Il fait partie d'un ensemble de 40 monuments aux morts de la région Auvergne-Rhône-Alpes protégés à cette date pour leur valeur architecturale, artistique ou historique.